# Time Travelers
Time Travelers (タイムトラベラーズ?, Taimu Toraberāzu) è un videogioco visual novel sviluppato dalla Level-5 per Nintendo 3DS, PlayStation Vita e PlayStation Portable. Oltre ad includere la tematica del "viaggio nel tempo", il gioco comprende un "mondo interno massiccio". Inizialmente annunciato per Nintendo 3DS, la Level-5 annunciò successivamente nell'ottobre 2011 che il gioco sarebbe stato reso disponibile anche per PSP e PS Vita. Una demo del gioco venne inclusa nel titolo 3DS Guild 01, sviluppato sempre dalla Level-5. La storia del gioco è stata scritta da Jirou Ishii e Yukinori Kitajima già precedentementi noti per la stesura di 428: Shibuya Scramble, visual novel della Chunsoft uscito nel 2008, e del titolo cyberpunk del 1987 Imitation City.

## Trama
Il 28 aprile del 2013 un enorme buco, successivamente chiamato “Lost Hole“, si aprì sopra il cielo di Tokyo, provocando un cataclisma che portò alla devastazione del centro della città e tolse la vita a molte persone. Il 28 aprile 2031, nella metropoli ormai ricostruita, si prepara ad accadere un evento che muterà il corso del storia, messo in moto da un misterioso terrorista, Skeleton.

## Ambientazione
Il gioco è ambientato nel centro ricostruito di Tokyo. La tecnologia è avanzata enormemente dall'evento accaduto 18 anni prima, elemento reso evidente dai cartelloni olografici che riempiono le strade. Un edificio noto come "Ascensore per lo Spazio" può essere visto erigersi dalla Baia di Tokyo, elevandosi ad un'altezza di oltre 2000 metri. Questo edificio è quello che da tutta l'energia necessaria per alimentare la città, anche se è un mistero il modo in cui esso funzioni.

## Colonna sonora
La colonna sonora di Time Travelers è composta da Hideki Sakamoto (Yakuza, Toukiden, 428) in particolare, la canzone tema finale "The Final Time Traveler" è cantata da Sarah Alainn già nota per la sigla finale del titolo Xenoblade Chronicle's, "Beyond the Sky". La stessa Alainn ha tradotto in inglese l'intero brano, originariamente in inglese e in giapponese, per il due volte campione olimpico Yuzuru Hanyū, con il quale si è esibita in uno spettacolo di pattinaggio. Hanyu ya riproposto il programma sulla versione inglese di "The Final Time Traveler", inclusa nell'album SARAH, nell'esibizione conclusiva di un'importante competizione internazionale da lui vinta.

## Accoglienza
Famitsū ha assegnato al gioco un punteggio di 36 su 40, con un punteggio di 9 su 10 da ciascuno dei quattro recensori.